# Lista di asteroidi (755001-756000)
Di seguito una lista di asteroidi dal numero 755001  al 756000 con data di scoperta e scopritore.

## 755001–755100
| Nome   | Designazione provvisoria | Data di scoperta  | Scopritore                   |
| ------ | ------------------------ | ----------------- | ---------------------------- |
| 755001 | 2016 WU12                | 6 dicembre 2012   | CSS                          |
| 755002 | 2016 WS14                | 4 giugno 2011     | F. Pozo, J. P. Colque        |
| 755003 | 2016 WB16                | 26 ottobre 2016   | Mount Lemmon Survey          |
| 755004 | 2016 WV19                | 28 agosto 2005    | Spacewatch                   |
| 755005 | 2016 WP20                | 12 ottobre 2016   | Pan-STARRS                   |
| 755006 | 2016 WU20                | 5 novembre 2016   | Mount Lemmon Survey          |
| 755007 | 2016 WH22                | 10 dicembre 2009  | Mount Lemmon Survey          |
| 755008 | 2016 WQ22                | 29 ottobre 2008   | Spacewatch                   |
| 755009 | 2016 WP23                | 26 novembre 2012  | Mount Lemmon Survey          |
| 755010 | 2016 WT23                | 19 novembre 2012  | Spacewatch                   |
| 755011 | 2016 WQ24                | 19 dicembre 2014  | Pan-STARRS                   |
| 755012 | 2016 WZ24                | 19 novembre 2008  | Spacewatch                   |
| 755013 | 2016 WP25                | 23 aprile 2014    | CTIO-DECam                   |
| 755014 | 2016 WZ25                | 13 febbraio 2010  | Mount Lemmon Survey          |
| 755015 | 2016 WH26                | 30 maggio 2014    | Pan-STARRS                   |
| 755016 | 2016 WM27                | 3 ottobre 2003    | Spacewatch                   |
| 755017 | 2016 WW29                | 28 marzo 2014     | Mount Lemmon Survey          |
| 755018 | 2016 WY29                | 1 ottobre 2003    | Spacewatch                   |
| 755019 | 2016 WZ31                | 16 marzo 2005     | CSS                          |
| 755020 | 2016 WA32                | 13 ottobre 2016   | Mount Lemmon Survey          |
| 755021 | 2016 WH32                | 19 giugno 2015    | Pan-STARRS                   |
| 755022 | 2016 WJ32                | 10 dicembre 2012  | Mount Lemmon Survey          |
| 755023 | 2016 WY33                | 3 dicembre 2012   | Mount Lemmon Survey          |
| 755024 | 2016 WN34                | 22 ottobre 2008   | Spacewatch                   |
| 755025 | 2016 WX36                | 25 novembre 2016  | Mount Lemmon Survey          |
| 755026 | 2016 WA37                | 30 marzo 2014     | A. N. Heinze                 |
| 755027 | 2016 WD37                | 22 giugno 2015    | Pan-STARRS                   |
| 755028 | 2016 WF37                | 26 ottobre 2016   | Pan-STARRS                   |
| 755029 | 2016 WN37                | 26 ottobre 2016   | Pan-STARRS                   |
| 755030 | 2016 WW37                | 3 febbraio 2013   | Pan-STARRS                   |
| 755031 | 2016 WN40                | 28 settembre 2003 | Spacewatch                   |
| 755032 | 2016 WU43                | 7 maggio 2010     | Mount Lemmon Survey          |
| 755033 | 2016 WA44                | 1 gennaio 2009    | Spacewatch                   |
| 755034 | 2016 WB44                | 14 novembre 1995  | Spacewatch                   |
| 755035 | 2016 WZ44                | 14 gennaio 2013   | Mount Lemmon Survey          |
| 755036 | 2016 WH45                | 14 ottobre 2007   | Mount Lemmon Survey          |
| 755037 | 2016 WV45                | 26 giugno 2015    | Pan-STARRS                   |
| 755038 | 2016 WX45                | 22 dicembre 2008  | Spacewatch                   |
| 755039 | 2016 WO47                | 10 settembre 2016 | Mount Lemmon Survey          |
| 755040 | 2016 WD48                | 13 ottobre 2016   | Pan-STARRS                   |
| 755041 | 2016 WK48                | 28 giugno 2013    | Pan-STARRS                   |
| 755042 | 2016 WY49                | 20 ottobre 2003   | Spacewatch                   |
| 755043 | 2016 WF50                | 4 ottobre 2007    | Spacewatch                   |
| 755044 | 2016 WG50                | 20 ottobre 2007   | Mount Lemmon Survey          |
| 755045 | 2016 WS50                | 20 ottobre 2003   | Spacewatch                   |
| 755046 | 2016 WW50                | 23 ottobre 2016   | Mount Lemmon Survey          |
| 755047 | 2016 WZ51                | 4 agosto 2005     | NEAT                         |
| 755048 | 2016 WA53                | 4 ottobre 2007    | CSS                          |
| 755049 | 2016 WB53                | 4 febbraio 2005   | Mount Lemmon Survey          |
| 755050 | 2016 WC54                | 30 settembre 2009 | Mount Lemmon Survey          |
| 755051 | 2016 WF54                | 9 ottobre 2005    | Spacewatch                   |
| 755052 | 2016 WK54                | 27 ottobre 2005   | Spacewatch                   |
| 755053 | 2016 WS54                | 11 novembre 2016  | Mount Lemmon Survey          |
| 755054 | 2016 WL55                | 21 ottobre 2001   | LINEAR                       |
| 755055 | 2016 WF56                | 22 ottobre 2012   | Pan-STARRS                   |
| 755056 | 2016 WJ58                | 18 novembre 2016  | Mount Lemmon Survey          |
| 755057 | 2016 WX59                | 19 novembre 2016  | Mount Lemmon Survey          |
| 755058 | 2016 WV60                | 25 novembre 2016  | Mount Lemmon Survey          |
| 755059 | 2016 WL61                | 19 novembre 2016  | Mount Lemmon Survey          |
| 755060 | 2016 WP61                | 24 novembre 2016  | Mount Lemmon Survey          |
| 755061 | 2016 WC62                | 20 novembre 2016  | Mount Lemmon Survey          |
| 755062 | 2016 WU62                | 24 novembre 2016  | Mount Lemmon Survey          |
| 755063 | 2016 WW62                | 23 novembre 2016  | Mount Lemmon Survey          |
| 755064 | 2016 WL63                | 13 ottobre 2016   | Pan-STARRS                   |
| 755065 | 2016 WS65                | 23 novembre 2016  | Mount Lemmon Survey          |
| 755066 | 2016 WT65                | 18 gennaio 2009   | Mount Lemmon Survey          |
| 755067 | 2016 WH66                | 25 novembre 2016  | Mount Lemmon Survey          |
| 755068 | 2016 WP66                | 18 novembre 2016  | Mount Lemmon Survey          |
| 755069 | 2016 WS66                | 23 novembre 2016  | Mount Lemmon Survey          |
| 755070 | 2016 WT67                | 20 novembre 2016  | Mount Lemmon Survey          |
| 755071 | 2016 WA76                | 23 ottobre 2011   | Pan-STARRS                   |
| 755072 | 2016 XP                  | 11 novembre 2016  | Mount Lemmon Survey          |
| 755073 | 2016 XE1                 | 8 settembre 1999  | LINEAR                       |
| 755074 | 2016 XW1                 | 8 giugno 2005     | Spacewatch                   |
| 755075 | 2016 XR2                 | 1 dicembre 2016   | Space Surveillance Telescope |
| 755076 | 2016 XQ3                 | 13 novembre 2012  | Mount Lemmon Survey          |
| 755077 | 2016 XK6                 | 26 ottobre 2016   | Mount Lemmon Survey          |
| 755078 | 2016 XR6                 | 19 dicembre 2004  | Mount Lemmon Survey          |
| 755079 | 2016 XP7                 | 6 ottobre 2016    | Mount Lemmon Survey          |
| 755080 | 2016 XC8                 | 31 marzo 2015     | Pan-STARRS                   |
| 755081 | 2016 XU10                | 4 novembre 2016   | Pan-STARRS                   |
| 755082 | 2016 XZ13                | 29 giugno 2015    | Pan-STARRS                   |
| 755083 | 2016 XU14                | 23 giugno 2009    | Mount Lemmon Survey          |
| 755084 | 2016 XS15                | 18 giugno 2015    | Pan-STARRS                   |
| 755085 | 2016 XX15                | 4 giugno 2011     | Mount Lemmon Survey          |
| 755086 | 2016 XA16                | 26 agosto 2012    | Pan-STARRS                   |
| 755087 | 2016 XL16                | 26 ottobre 2016   | Pan-STARRS                   |
| 755088 | 2016 XZ16                | 29 ottobre 2016   | Mount Lemmon Survey          |
| 755089 | 2016 XA17                | 13 novembre 2012  | Spacewatch                   |
| 755090 | 2016 XB17                | 22 novembre 2012  | Spacewatch                   |
| 755091 | 2016 XC17                | 23 maggio 2014    | Pan-STARRS                   |
| 755092 | 2016 XD17                | 10 novembre 2015  | Mount Lemmon Survey          |
| 755093 | 2016 XA19                | 10 novembre 2016  | Mount Lemmon Survey          |
| 755094 | 2016 XG19                | 4 dicembre 2008   | Mount Lemmon Survey          |
| 755095 | 2016 XO19                | 6 dicembre 2008   | Spacewatch                   |
| 755096 | 2016 XP19                | 9 ottobre 2016    | Mount Lemmon Survey          |
| 755097 | 2016 XJ22                | 6 dicembre 2016   | M. Ory                       |
| 755098 | 2016 XW22                | 22 dicembre 2012  | Pan-STARRS                   |
| 755099 | 2016 XN24                | 21 ottobre 2012   | Mount Lemmon Survey          |
| 755100 | 2016 XT24                | 12 marzo 2014     | Spacewatch                   |

## 755101–755200
| Nome   | Designazione provvisoria | Data di scoperta  | Scopritore                   |
| ------ | ------------------------ | ----------------- | ---------------------------- |
| 755101 | 2016 XL26                | 4 dicembre 2016   | Mount Lemmon Survey          |
| 755102 | 2016 XT26                | 4 dicembre 2016   | Mount Lemmon Survey          |
| 755103 | 2016 XY27                | 8 dicembre 2016   | Mount Lemmon Survey          |
| 755104 | 2016 XF28                | 4 dicembre 2016   | Mount Lemmon Survey          |
| 755105 | 2016 XL29                | 9 dicembre 2016   | Mount Lemmon Survey          |
| 755106 | 2016 XX29                | 9 novembre 2007   | CSS                          |
| 755107 | 2016 XF30                | 5 dicembre 2016   | Mount Lemmon Survey          |
| 755108 | 2016 XK30                | 6 dicembre 2016   | Mount Lemmon Survey          |
| 755109 | 2016 XD31                | 10 dicembre 2016  | Mount Lemmon Survey          |
| 755110 | 2016 XH31                | 1 dicembre 2016   | Mount Lemmon Survey          |
| 755111 | 2016 XN39                | 4 dicembre 2016   | Mount Lemmon Survey          |
| 755112 | 2016 YE2                 | 20 dicembre 2004  | Mount Lemmon Survey          |
| 755113 | 2016 YU2                 | 17 aprile 2009    | Spacewatch                   |
| 755114 | 2016 YV5                 | 26 settembre 2011 | Pan-STARRS                   |
| 755115 | 2016 YJ6                 | 1 luglio 2011     | Mount Lemmon Survey          |
| 755116 | 2016 YM6                 | 13 novembre 2012  | Mount Lemmon Survey          |
| 755117 | 2016 YJ11                | 13 dicembre 2012  | Mount Lemmon Survey          |
| 755118 | 2016 YU11                | 21 dicembre 2008  | CSS                          |
| 755119 | 2016 YG12                | 21 novembre 2003  | LINEAR                       |
| 755120 | 2016 YR12                | 25 ottobre 2011   | Pan-STARRS                   |
| 755121 | 2016 YQ15                | 27 dicembre 2016  | Mount Lemmon Survey          |
| 755122 | 2016 YS15                | 23 dicembre 2016  | Pan-STARRS                   |
| 755123 | 2016 YB16                | 24 dicembre 2016  | Pan-STARRS                   |
| 755124 | 2016 YQ16                | 22 dicembre 2016  | Pan-STARRS                   |
| 755125 | 2016 YE18                | 23 dicembre 2016  | Pan-STARRS                   |
| 755126 | 2016 YH18                | 23 dicembre 2016  | Pan-STARRS                   |
| 755127 | 2016 YQ18                | 23 dicembre 2016  | Pan-STARRS                   |
| 755128 | 2016 YT18                | 22 dicembre 2016  | Pan-STARRS                   |
| 755129 | 2016 YH19                | 23 dicembre 2016  | Pan-STARRS                   |
| 755130 | 2016 YK20                | 27 dicembre 2016  | Mount Lemmon Survey          |
| 755131 | 2016 YR20                | 22 dicembre 2016  | Pan-STARRS                   |
| 755132 | 2016 YY21                | 24 dicembre 2016  | Pan-STARRS                   |
| 755133 | 2016 YO23                | 24 dicembre 2016  | Mount Lemmon Survey          |
| 755134 | 2016 YZ23                | 10 gennaio 2013   | Mount Lemmon Survey          |
| 755135 | 2016 YL24                | 30 dicembre 2016  | Mount Lemmon Survey          |
| 755136 | 2016 YC33                | 25 dicembre 2016  | Pan-STARRS                   |
| 755137 | 2016 YA38                | 23 dicembre 2016  | Pan-STARRS                   |
| 755138 | 2017 AC4                 | 2 gennaio 2017    | Pan-STARRS                   |
| 755139 | 2017 AE4                 | 9 dicembre 2016   | Mount Lemmon Survey          |
| 755140 | 2017 AE5                 | 4 gennaio 2017    | Mount Lemmon Survey          |
| 755141 | 2017 AJ6                 | 7 dicembre 1999   | Spacewatch                   |
| 755142 | 2017 AX6                 | 26 settembre 2003 | SDSS Collaboration           |
| 755143 | 2017 AV7                 | 2 ottobre 2006    | Mount Lemmon Survey          |
| 755144 | 2017 AY7                 | 23 dicembre 2016  | Pan-STARRS                   |
| 755145 | 2017 AF10                | 23 ottobre 2011   | Spacewatch                   |
| 755146 | 2017 AB11                | 4 luglio 2014     | Pan-STARRS                   |
| 755147 | 2017 AK11                | 12 dicembre 2012  | Mount Lemmon Survey          |
| 755148 | 2017 AD12                | 25 ottobre 2011   | Pan-STARRS                   |
| 755149 | 2017 AW13                | 17 settembre 2013 | Mount Lemmon Survey          |
| 755150 | 2017 AD16                | 25 ottobre 2011   | Pan-STARRS                   |
| 755151 | 2017 AQ16                | 10 novembre 2016  | Pan-STARRS                   |
| 755152 | 2017 AQ18                | 14 ottobre 2001   | SDSS Collaboration           |
| 755153 | 2017 AD19                | 14 luglio 2016    | Mount Lemmon Survey          |
| 755154 | 2017 AA20                | 5 febbraio 2013   | Spacewatch                   |
| 755155 | 2017 AB20                | 5 marzo 2013      | M. Schwartz, P. R. Holvorcem |
| 755156 | 2017 AY21                | 29 agosto 2009    | Spacewatch                   |
| 755157 | 2017 AP22                | 25 novembre 2011  | Pan-STARRS                   |
| 755158 | 2017 AK24                | 8 gennaio 2011    | Mount Lemmon Survey          |
| 755159 | 2017 AQ24                | 13 novembre 2015  | Spacewatch                   |
| 755160 | 2017 AY24                | 26 ottobre 2011   | Pan-STARRS                   |
| 755161 | 2017 AV25                | 28 gennaio 2004   | CSS                          |
| 755162 | 2017 AD27                | 2 gennaio 2017    | Pan-STARRS                   |
| 755163 | 2017 AJ31                | 4 gennaio 2017    | Pan-STARRS                   |
| 755164 | 2017 AC32                | 3 gennaio 2017    | Pan-STARRS                   |
| 755165 | 2017 AX32                | 2 gennaio 2017    | Pan-STARRS                   |
| 755166 | 2017 AH33                | 4 gennaio 2017    | Pan-STARRS                   |
| 755167 | 2017 AB34                | 4 gennaio 2017    | Pan-STARRS                   |
| 755168 | 2017 AC34                | 5 gennaio 2017    | Mount Lemmon Survey          |
| 755169 | 2017 AG35                | 4 gennaio 2017    | Pan-STARRS                   |
| 755170 | 2017 AY35                | 5 gennaio 2017    | Mount Lemmon Survey          |
| 755171 | 2017 AN38                | 5 gennaio 2017    | Mount Lemmon Survey          |
| 755172 | 2017 AA40                | 3 gennaio 2017    | Pan-STARRS                   |
| 755173 | 2017 AO40                | 9 gennaio 2017    | Mount Lemmon Survey          |
| 755174 | 2017 AP42                | 9 dicembre 2012   | Pan-STARRS                   |
| 755175 | 2017 AL46                | 2 marzo 2008      | CSS                          |
| 755176 | 2017 BZ                  | 3 gennaio 2013    | Pan-STARRS                   |
| 755177 | 2017 BK1                 | 7 febbraio 2013   | CSS                          |
| 755178 | 2017 BF2                 | 10 settembre 2007 | Mount Lemmon Survey          |
| 755179 | 2017 BR2                 | 20 settembre 2003 | Spacewatch                   |
| 755180 | 2017 BY2                 | 2 gennaio 2017    | Pan-STARRS                   |
| 755181 | 2017 BU3                 | 23 maggio 2014    | Pan-STARRS                   |
| 755182 | 2017 BE7                 | 25 aprile 2012    | Pan-STARRS                   |
| 755183 | 2017 BU7                 | 28 gennaio 2004   | AMOS                         |
| 755184 | 2017 BZ8                 | 5 novembre 2016   | Mount Lemmon Survey          |
| 755185 | 2017 BJ9                 | 3 dicembre 2007   | Spacewatch                   |
| 755186 | 2017 BS9                 | 11 febbraio 2013  | Pan-STARRS                   |
| 755187 | 2017 BD10                | 27 giugno 2015    | Pan-STARRS                   |
| 755188 | 2017 BS10                | 21 settembre 2003 | Spacewatch                   |
| 755189 | 2017 BW10                | 15 febbraio 2013  | Pan-STARRS                   |
| 755190 | 2017 BC11                | 8 settembre 2011  | Pan-STARRS                   |
| 755191 | 2017 BD11                | 16 gennaio 2004   | Spacewatch                   |
| 755192 | 2017 BS11                | 28 febbraio 2008  | Spacewatch                   |
| 755193 | 2017 BF12                | 31 gennaio 2009   | Mount Lemmon Survey          |
| 755194 | 2017 BJ12                | 16 dicembre 2007  | Mount Lemmon Survey          |
| 755195 | 2017 BQ12                | 14 febbraio 2013  | Pan-STARRS                   |
| 755196 | 2017 BR13                | 11 gennaio 2008   | Mount Lemmon Survey          |
| 755197 | 2017 BT13                | 26 gennaio 2017   | Mount Lemmon Survey          |
| 755198 | 2017 BB14                | 11 gennaio 2008   | Spacewatch                   |
| 755199 | 2017 BL14                | 31 dicembre 2007  | Mount Lemmon Survey          |
| 755200 | 2017 BM15                | 30 agosto 2014    | Mount Lemmon Survey          |

## 755201–755300
| Nome   | Designazione provvisoria | Data di scoperta  | Scopritore          |
| ------ | ------------------------ | ----------------- | ------------------- |
| 755201 | 2017 BO15                | 8 novembre 2008   | Spacewatch          |
| 755202 | 2017 BE16                | 28 agosto 2009    | Spacewatch          |
| 755203 | 2017 BY16                | 25 luglio 2015    | Pan-STARRS          |
| 755204 | 2017 BG19                | 5 settembre 2010  | Mount Lemmon Survey |
| 755205 | 2017 BH19                | 28 luglio 2015    | Pan-STARRS          |
| 755206 | 2017 BS20                | 26 gennaio 2017   | Mount Lemmon Survey |
| 755207 | 2017 BO24                | 6 novembre 2007   | PMO NEO             |
| 755208 | 2017 BF25                | 1 novembre 2006   | Spacewatch          |
| 755209 | 2017 BK26                | 18 ottobre 2003   | Spacewatch          |
| 755210 | 2017 BV28                | 29 dicembre 2011  | Mount Lemmon Survey |
| 755211 | 2017 BM33                | 20 gennaio 2013   | Spacewatch          |
| 755212 | 2017 BR34                | 17 marzo 2013     | PTF                 |
| 755213 | 2017 BG35                | 31 gennaio 2003   | LINEAR              |
| 755214 | 2017 BU36                | 20 gennaio 2013   | Spacewatch          |
| 755215 | 2017 BA38                | 17 settembre 2010 | Mount Lemmon Survey |
| 755216 | 2017 BV40                | 27 giugno 2011    | Mount Lemmon Survey |
| 755217 | 2017 BK42                | 25 dicembre 2011  | Mount Lemmon Survey |
| 755218 | 2017 BN43                | 31 dicembre 2007  | Mount Lemmon Survey |
| 755219 | 2017 BF45                | 28 dicembre 2005  | Mount Lemmon Survey |
| 755220 | 2017 BR46                | 25 luglio 2014    | Pan-STARRS          |
| 755221 | 2017 BY46                | 9 aprile 2013     | Pan-STARRS          |
| 755222 | 2017 BL47                | 3 febbraio 2012   | Mount Lemmon Survey |
| 755223 | 2017 BV48                | 27 gennaio 2007   | Spacewatch          |
| 755224 | 2017 BV49                | 31 ottobre 2008   | Mount Lemmon Survey |
| 755225 | 2017 BT50                | 10 novembre 2016  | Pan-STARRS          |
| 755226 | 2017 BA51                | 9 gennaio 2017    | Mount Lemmon Survey |
| 755227 | 2017 BL52                | 26 giugno 2015    | Pan-STARRS          |
| 755228 | 2017 BM54                | 11 settembre 2015 | Pan-STARRS          |
| 755229 | 2017 BY55                | 26 ottobre 2011   | Pan-STARRS          |
| 755230 | 2017 BP56                | 31 dicembre 2007  | Spacewatch          |
| 755231 | 2017 BL58                | 19 febbraio 2013  | Spacewatch          |
| 755232 | 2017 BW58                | 27 ottobre 2011   | Mount Lemmon Survey |
| 755233 | 2017 BD61                | 24 settembre 2011 | Pan-STARRS          |
| 755234 | 2017 BQ62                | 5 febbraio 2013   | CSS                 |
| 755235 | 2017 BK64                | 13 ottobre 2007   | Mount Lemmon Survey |
| 755236 | 2017 BX64                | 28 maggio 2014    | Pan-STARRS          |
| 755237 | 2017 BE66                | 28 novembre 2011  | Spacewatch          |
| 755238 | 2017 BN66                | 23 dicembre 2016  | Pan-STARRS          |
| 755239 | 2017 BR68                | 5 dicembre 2007   | Spacewatch          |
| 755240 | 2017 BP70                | 23 dicembre 2012  | Pan-STARRS          |
| 755241 | 2017 BG71                | 26 gennaio 2017   | Mount Lemmon Survey |
| 755242 | 2017 BN71                | 11 febbraio 2014  | Mount Lemmon Survey |
| 755243 | 2017 BE74                | 27 gennaio 2017   | Pan-STARRS          |
| 755244 | 2017 BS78                | 28 agosto 2014    | Pan-STARRS          |
| 755245 | 2017 BC79                | 22 novembre 2005  | Spacewatch          |
| 755246 | 2017 BT79                | 4 dicembre 2007   | Spacewatch          |
| 755247 | 2017 BW80                | 19 novembre 2007  | Mount Lemmon Survey |
| 755248 | 2017 BO81                | 4 settembre 2011  | Pan-STARRS          |
| 755249 | 2017 BV83                | 12 agosto 2015    | Pan-STARRS          |
| 755250 | 2017 BU85                | 24 luglio 2015    | Pan-STARRS          |
| 755251 | 2017 BB86                | 25 febbraio 2012  | Mount Lemmon Survey |
| 755252 | 2017 BV86                | 2 gennaio 2017    | Pan-STARRS          |
| 755253 | 2017 BH91                | 27 settembre 2003 | Spacewatch          |
| 755254 | 2017 BK91                | 28 maggio 2015    | Mount Lemmon Survey |
| 755255 | 2017 BX93                | 6 dicembre 2005   | Spacewatch          |
| 755256 | 2017 BW94                | 28 gennaio 2011   | Mount Lemmon Survey |
| 755257 | 2017 BH95                | 8 ottobre 2007    | Mount Lemmon Survey |
| 755258 | 2017 BN95                | 10 ottobre 2007   | Mount Lemmon Survey |
| 755259 | 2017 BS95                | 18 ottobre 2015   | Pan-STARRS          |
| 755260 | 2017 BY95                | 24 ottobre 2011   | Pan-STARRS          |
| 755261 | 2017 BB96                | 3 dicembre 2008   | Mount Lemmon Survey |
| 755262 | 2017 BG97                | 15 gennaio 2013   | ESA OGS             |
| 755263 | 2017 BV97                | 30 agosto 2011    | Pan-STARRS          |
| 755264 | 2017 BC100               | 12 marzo 2013     | Mount Lemmon Survey |
| 755265 | 2017 BT101               | 3 marzo 2009      | Mount Lemmon Survey |
| 755266 | 2017 BA103               | 29 gennaio 2017   | Mount Lemmon Survey |
| 755267 | 2017 BO103               | 20 ottobre 2012   | Spacewatch          |
| 755268 | 2017 BQ103               | 28 giugno 2014    | Pan-STARRS          |
| 755269 | 2017 BF104               | 3 gennaio 2017    | Pan-STARRS          |
| 755270 | 2017 BG104               | 29 gennaio 2017   | Mount Lemmon Survey |
| 755271 | 2017 BS104               | 12 febbraio 2008  | Mount Lemmon Survey |
| 755272 | 2017 BS106               | 12 ottobre 2015   | Pan-STARRS          |
| 755273 | 2017 BL107               | 10 ottobre 2015   | Pan-STARRS          |
| 755274 | 2017 BN107               | 2 ottobre 2015    | Mount Lemmon Survey |
| 755275 | 2017 BQ107               | 21 gennaio 2013   | Mount Lemmon Survey |
| 755276 | 2017 BT107               | 18 novembre 2007  | Mount Lemmon Survey |
| 755277 | 2017 BK109               | 15 giugno 2015    | Pan-STARRS          |
| 755278 | 2017 BW109               | 29 giugno 2011    | Spacewatch          |
| 755279 | 2017 BH110               | 15 ottobre 2015   | Pan-STARRS          |
| 755280 | 2017 BW111               | 28 agosto 2011    | SSS                 |
| 755281 | 2017 BY111               | 13 giugno 2015    | Pan-STARRS          |
| 755282 | 2017 BF112               | 22 settembre 2003 | Spacewatch          |
| 755283 | 2017 BB113               | 22 febbraio 2004  | Spacewatch          |
| 755284 | 2017 BA114               | 27 luglio 2015    | Pan-STARRS          |
| 755285 | 2017 BJ114               | 22 dicembre 2016  | Pan-STARRS          |
| 755286 | 2017 BZ114               | 2 novembre 2010   | Mount Lemmon Survey |
| 755287 | 2017 BZ117               | 24 ottobre 2011   | Spacewatch          |
| 755288 | 2017 BC119               | 1 novembre 2015   | Mount Lemmon Survey |
| 755289 | 2017 BD122               | 28 novembre 2011  | Mount Lemmon Survey |
| 755290 | 2017 BM124               | 19 aprile 2007    | LONEOS              |
| 755291 | 2017 BR124               | 25 marzo 2010     | Spacewatch          |
| 755292 | 2017 BW126               | 4 marzo 2013      | Pan-STARRS          |
| 755293 | 2017 BW128               | 14 febbraio 2013  | Pan-STARRS          |
| 755294 | 2017 BE129               | 8 luglio 2005     | Spacewatch          |
| 755295 | 2017 BK130               | 27 agosto 2013    | Pan-STARRS          |
| 755296 | 2017 BG133               | 21 agosto 2015    | Pan-STARRS          |
| 755297 | 2017 BF134               | 27 agosto 2011    | Pan-STARRS          |
| 755298 | 2017 BR134               | 4 gennaio 2017    | Mount Lemmon Survey |
| 755299 | 2017 BJ135               | 15 maggio 2013    | Pan-STARRS          |
| 755300 | 2017 BP135               | 20 agosto 2014    | Pan-STARRS          |

## 755301–755400
| Nome   | Designazione provvisoria | Data di scoperta  | Scopritore                |
| ------ | ------------------------ | ----------------- | ------------------------- |
| 755301 | 2017 BD136               | 19 gennaio 2012   | CSS                       |
| 755302 | 2017 BV136               | 15 settembre 2006 | Spacewatch                |
| 755303 | 2017 BN137               | 29 gennaio 2009   | Mount Lemmon Survey       |
| 755304 | 2017 BK139               | 4 agosto 2014     | Pan-STARRS                |
| 755305 | 2017 BW139               | 14 febbraio 2013  | Mount Lemmon Survey       |
| 755306 | 2017 BD140               | 19 gennaio 2012   | Spacewatch                |
| 755307 | 2017 BZ140               | 24 novembre 2006  | Spacewatch                |
| 755308 | 2017 BN141               | 10 novembre 2010  | Mount Lemmon Survey       |
| 755309 | 2017 BQ142               | 12 gennaio 2011   | Mount Lemmon Survey       |
| 755310 | 2017 BN157               | 29 gennaio 2017   | Pan-STARRS                |
| 755311 | 2017 BV157               | 31 gennaio 2017   | Pan-STARRS                |
| 755312 | 2017 BA158               | 30 gennaio 2017   | Pan-STARRS                |
| 755313 | 2017 BP159               | 31 gennaio 2017   | Pan-STARRS                |
| 755314 | 2017 BF161               | 28 gennaio 2017   | Pan-STARRS                |
| 755315 | 2017 BC162               | 28 gennaio 2017   | Pan-STARRS                |
| 755316 | 2017 BR163               | 26 gennaio 2017   | Pan-STARRS                |
| 755317 | 2017 BQ166               | 20 gennaio 2017   | Pan-STARRS                |
| 755318 | 2017 BM168               | 28 gennaio 2017   | Pan-STARRS                |
| 755319 | 2017 BR170               | 31 gennaio 2017   | Pan-STARRS                |
| 755320 | 2017 BQ173               | 7 ottobre 2008    | Mount Lemmon Survey       |
| 755321 | 2017 BH175               | 28 gennaio 2017   | Pan-STARRS                |
| 755322 | 2017 BT175               | 20 gennaio 2017   | Pan-STARRS                |
| 755323 | 2017 BS182               | 28 gennaio 2017   | Pan-STARRS                |
| 755324 | 2017 BB184               | 27 luglio 2011    | Pan-STARRS                |
| 755325 | 2017 BB185               | 20 gennaio 2017   | Pan-STARRS                |
| 755326 | 2017 BK190               | 28 gennaio 2017   | Pan-STARRS                |
| 755327 | 2017 BJ220               | 24 ottobre 2005   | Osservatorio di Mauna Kea |
| 755328 | 2017 BE231               | 14 ottobre 2009   | Mount Lemmon Survey       |
| 755329 | 2017 CD3                 | 18 settembre 2003 | Spacewatch                |
| 755330 | 2017 CX4                 | 7 maggio 2014     | Pan-STARRS                |
| 755331 | 2017 CY4                 | 30 dicembre 2007  | Mount Lemmon Survey       |
| 755332 | 2017 CF5                 | 28 gennaio 2017   | Mount Lemmon Survey       |
| 755333 | 2017 CQ7                 | 24 settembre 2011 | Pan-STARRS                |
| 755334 | 2017 CS8                 | 25 settembre 2007 | Mount Lemmon Survey       |
| 755335 | 2017 CB9                 | 13 aprile 2013    | Spacewatch                |
| 755336 | 2017 CM9                 | 3 febbraio 2012   | Pan-STARRS                |
| 755337 | 2017 CA10                | 10 febbraio 2008  | Mount Lemmon Survey       |
| 755338 | 2017 CN10                | 20 settembre 2006 | Spacewatch                |
| 755339 | 2017 CP11                | 2 gennaio 2008    | Zelenchukskaya Stn.       |
| 755340 | 2017 CB12                | 23 giugno 2014    | Mount Lemmon Survey       |
| 755341 | 2017 CH12                | 15 dicembre 2010  | Mount Lemmon Survey       |
| 755342 | 2017 CJ12                | 3 settembre 2010  | Mount Lemmon Survey       |
| 755343 | 2017 CX12                | 21 agosto 2014    | Pan-STARRS                |
| 755344 | 2017 CY12                | 13 ottobre 2010   | Mount Lemmon Survey       |
| 755345 | 2017 CE29                | 3 agosto 2014     | Pan-STARRS                |
| 755346 | 2017 CG29                | 10 marzo 2008     | Mount Lemmon Survey       |
| 755347 | 2017 CQ29                | 28 luglio 2011    | Pan-STARRS                |
| 755348 | 2017 CR29                | 30 dicembre 2011  | Mount Lemmon Survey       |
| 755349 | 2017 CL31                | 7 febbraio 2006   | Mount Lemmon Survey       |
| 755350 | 2017 CP33                | 23 febbraio 2004  | LINEAR                    |
| 755351 | 2017 CC35                | 1 ottobre 2014    | Pan-STARRS                |
| 755352 | 2017 CH35                | 14 ottobre 2014   | Mount Lemmon Survey       |
| 755353 | 2017 CK35                | 21 aprile 2012    | Pan-STARRS                |
| 755354 | 2017 CS35                | 1 ottobre 2013    | Spacewatch                |
| 755355 | 2017 CE37                | 4 febbraio 2017   | Pan-STARRS                |
| 755356 | 2017 CN38                | 2 febbraio 2017   | Pan-STARRS                |
| 755357 | 2017 CY39                | 2 febbraio 2017   | Pan-STARRS                |
| 755358 | 2017 CZ39                | 2 febbraio 2017   | Pan-STARRS                |
| 755359 | 2017 CD40                | 1 febbraio 2017   | Mount Lemmon Survey       |
| 755360 | 2017 CP40                | 1 febbraio 2017   | Mount Lemmon Survey       |
| 755361 | 2017 CY40                | 2 febbraio 2017   | Pan-STARRS                |
| 755362 | 2017 CJ41                | 4 febbraio 2017   | Mount Lemmon Survey       |
| 755363 | 2017 CJ47                | 2 febbraio 2017   | Pan-STARRS                |
| 755364 | 2017 DK                  | 30 gennaio 2009   | Spacewatch                |
| 755365 | 2017 DE2                 | 11 ottobre 2015   | Mount Lemmon Survey       |
| 755366 | 2017 DQ8                 | 16 gennaio 2008   | Spacewatch                |
| 755367 | 2017 DQ10                | 6 marzo 2013      | Pan-STARRS                |
| 755368 | 2017 DS10                | 12 agosto 2007    | W. Bickel                 |
| 755369 | 2017 DW10                | 4 settembre 2011  | Pan-STARRS                |
| 755370 | 2017 DU12                | 4 gennaio 2017    | Mount Lemmon Survey       |
| 755371 | 2017 DY12                | 19 luglio 2015    | Pan-STARRS                |
| 755372 | 2017 DV13                | 10 settembre 2007 | Mount Lemmon Survey       |
| 755373 | 2017 DP14                | 22 aprile 2009    | Mount Lemmon Survey       |
| 755374 | 2017 DA15                | 3 dicembre 2005   | Osservatorio di Mauna Kea |
| 755375 | 2017 DL16                | 22 dicembre 2016  | Pan-STARRS                |
| 755376 | 2017 DG22                | 25 gennaio 2006   | Spacewatch                |
| 755377 | 2017 DC24                | 14 agosto 2010    | Spacewatch                |
| 755378 | 2017 DF27                | 26 novembre 2005  | Mount Lemmon Survey       |
| 755379 | 2017 DS27                | 7 febbraio 2008   | Mount Lemmon Survey       |
| 755380 | 2017 DV29                | 23 dicembre 2012  | Pan-STARRS                |
| 755381 | 2017 DT30                | 5 marzo 2013      | Pan-STARRS                |
| 755382 | 2017 DH32                | 28 luglio 2014    | Pan-STARRS                |
| 755383 | 2017 DQ33                | 25 luglio 2014    | Pan-STARRS                |
| 755384 | 2017 DB34                | 1 gennaio 2009    | Spacewatch                |
| 755385 | 2017 DD34                | 15 marzo 2012     | CSS                       |
| 755386 | 2017 DA35                | 21 febbraio 2017  | Mount Lemmon Survey       |
| 755387 | 2017 DN36                | 1 febbraio 2009   | Spacewatch                |
| 755388 | 2017 DJ37                | 24 dicembre 2005  | Spacewatch                |
| 755389 | 2017 DX39                | 12 ottobre 2006   | Spacewatch                |
| 755390 | 2017 DZ39                | 15 ottobre 2004   | Mount Lemmon Survey       |
| 755391 | 2017 DA42                | 7 giugno 2013     | Pan-STARRS                |
| 755392 | 2017 DK44                | 26 ottobre 2011   | Pan-STARRS                |
| 755393 | 2017 DH45                | 20 gennaio 2006   | Spacewatch                |
| 755394 | 2017 DW46                | 9 settembre 2015  | Pan-STARRS                |
| 755395 | 2017 DH47                | 14 febbraio 2013  | Pan-STARRS                |
| 755396 | 2017 DA48                | 12 settembre 2015 | Pan-STARRS                |
| 755397 | 2017 DM48                | 25 febbraio 2007  | Mount Lemmon Survey       |
| 755398 | 2017 DW51                | 4 marzo 2006      | Mount Lemmon Survey       |
| 755399 | 2017 DO52                | 11 giugno 2011    | Mount Lemmon Survey       |
| 755400 | 2017 DS55                | 23 settembre 2008 | Mount Lemmon Survey       |

## 755401–755500
| Nome   | Designazione provvisoria | Data di scoperta  | Scopritore                         |
| ------ | ------------------------ | ----------------- | ---------------------------------- |
| 755401 | 2017 DO56                | 21 febbraio 2017  | Mount Lemmon Survey                |
| 755402 | 2017 DS58                | 31 marzo 2008     | Mount Lemmon Survey                |
| 755403 | 2017 DE60                | 6 dicembre 2011   | Pan-STARRS                         |
| 755404 | 2017 DU60                | 14 maggio 2008    | Mount Lemmon Survey                |
| 755405 | 2017 DE65                | 31 gennaio 2017   | Mount Lemmon Survey                |
| 755406 | 2017 DJ66                | 6 settembre 2015  | Pan-STARRS                         |
| 755407 | 2017 DX66                | 30 novembre 2011  | L. Elenin                          |
| 755408 | 2017 DC68                | 2 febbraio 2008   | Mount Lemmon Survey                |
| 755409 | 2017 DC72                | 21 febbraio 2017  | Pan-STARRS                         |
| 755410 | 2017 DA73                | 11 marzo 2002     | Osservatorio astrofisico di Asiago |
| 755411 | 2017 DM75                | 21 gennaio 2006   | Spacewatch                         |
| 755412 | 2017 DZ75                | 16 gennaio 2011   | Mount Lemmon Survey                |
| 755413 | 2017 DM77                | 10 aprile 2005    | Mount Lemmon Survey                |
| 755414 | 2017 DQ77                | 2 dicembre 2016   | Mount Lemmon Survey                |
| 755415 | 2017 DD78                | 14 febbraio 2013  | Pan-STARRS                         |
| 755416 | 2017 DS78                | 1 febbraio 2017   | Mount Lemmon Survey                |
| 755417 | 2017 DW78                | 16 marzo 2013     | CSS                                |
| 755418 | 2017 DD79                | 8 ottobre 2012    | Mount Lemmon Survey                |
| 755419 | 2017 DR80                | 2 gennaio 2012    | Spacewatch                         |
| 755420 | 2017 DE81                | 21 gennaio 2013   | Pan-STARRS                         |
| 755421 | 2017 DL81                | 8 febbraio 2008   | Spacewatch                         |
| 755422 | 2017 DO81                | 3 gennaio 2017    | Pan-STARRS                         |
| 755423 | 2017 DG82                | 22 novembre 2011  | Mount Lemmon Survey                |
| 755424 | 2017 DJ82                | 15 aprile 2012    | Pan-STARRS                         |
| 755425 | 2017 DL82                | 16 febbraio 2004  | LINEAR                             |
| 755426 | 2017 DF83                | 14 settembre 2010 | Spacewatch                         |
| 755427 | 2017 DA84                | 2 gennaio 2017    | Pan-STARRS                         |
| 755428 | 2017 DD84                | 14 marzo 2012     | Pan-STARRS                         |
| 755429 | 2017 DT84                | 2 ottobre 2015    | Mount Lemmon Survey                |
| 755430 | 2017 DT86                | 14 febbraio 2013  | Spacewatch                         |
| 755431 | 2017 DS88                | 1 marzo 2011      | J. Dellinger                       |
| 755432 | 2017 DM89                | 28 settembre 2006 | CSS                                |
| 755433 | 2017 DT90                | 29 dicembre 2005  | Spacewatch                         |
| 755434 | 2017 DM91                | 25 ottobre 2011   | Pan-STARRS                         |
| 755435 | 2017 DE92                | 24 novembre 2011  | Mount Lemmon Survey                |
| 755436 | 2017 DG92                | 13 settembre 2014 | Pan-STARRS                         |
| 755437 | 2017 DJ97                | 4 febbraio 2006   | Spacewatch                         |
| 755438 | 2017 DZ99                | 13 gennaio 2008   | Spacewatch                         |
| 755439 | 2017 DO100               | 23 gennaio 2011   | Mount Lemmon Survey                |
| 755440 | 2017 DZ100               | 14 dicembre 2010  | R. Holmes                          |
| 755441 | 2017 DY101               | 2 aprile 2006     | Spacewatch                         |
| 755442 | 2017 DB102               | 8 dicembre 2015   | Pan-STARRS                         |
| 755443 | 2017 DK103               | 31 dicembre 2011  | Spacewatch                         |
| 755444 | 2017 DM103               | 10 settembre 2015 | Pan-STARRS                         |
| 755445 | 2017 DT103               | 16 marzo 2007     | Mount Lemmon Survey                |
| 755446 | 2017 DW103               | 22 febbraio 2017  | Pan-STARRS                         |
| 755447 | 2017 DN104               | 10 aprile 2013    | Mount Lemmon Survey                |
| 755448 | 2017 DS104               | 26 gennaio 2017   | Mount Lemmon Survey                |
| 755449 | 2017 DH105               | 9 settembre 2015  | Pan-STARRS                         |
| 755450 | 2017 DW105               | 24 febbraio 2012  | Spacewatch                         |
| 755451 | 2017 DE106               | 25 gennaio 2011   | Mount Lemmon Survey                |
| 755452 | 2017 DH106               | 13 gennaio 2011   | Mount Lemmon Survey                |
| 755453 | 2017 DL107               | 19 settembre 2015 | Pan-STARRS                         |
| 755454 | 2017 DN107               | 25 luglio 2015    | Pan-STARRS                         |
| 755455 | 2017 DJ110               | 18 gennaio 2008   | CSS                                |
| 755456 | 2017 DL110               | 24 febbraio 2006  | CSS                                |
| 755457 | 2017 DF113               | 4 marzo 2013      | Pan-STARRS                         |
| 755458 | 2017 DM114               | 26 luglio 2014    | Pan-STARRS                         |
| 755459 | 2017 DU114               | 5 novembre 2016   | Mount Lemmon Survey                |
| 755460 | 2017 DE115               | 4 aprile 2008     | Mount Lemmon Survey                |
| 755461 | 2017 DJ115               | 8 marzo 2013      | Pan-STARRS                         |
| 755462 | 2017 DZ115               | 29 febbraio 2008  | CSS                                |
| 755463 | 2017 DO116               | 21 gennaio 2013   | Pan-STARRS                         |
| 755464 | 2017 DQ116               | 4 luglio 2014     | Pan-STARRS                         |
| 755465 | 2017 DB117               | 1 gennaio 2012    | L. Elenin                          |
| 755466 | 2017 DH119               | 11 novembre 2007  | CSS                                |
| 755467 | 2017 DS119               | 27 dicembre 2005  | Spacewatch                         |
| 755468 | 2017 DL120               | 30 gennaio 2011   | Mount Lemmon Survey                |
| 755469 | 2017 DY120               | 28 luglio 2014    | Pan-STARRS                         |
| 755470 | 2017 DS121               | 17 settembre 2006 | Spacewatch                         |
| 755471 | 2017 DT122               | 27 aprile 2009    | Spacewatch                         |
| 755472 | 2017 DR125               | 11 marzo 2003     | Spacewatch                         |
| 755473 | 2017 DL126               | 22 febbraio 2017  | Mount Lemmon Survey                |
| 755474 | 2017 DV130               | 22 febbraio 2017  | Pan-STARRS                         |
| 755475 | 2017 DQ135               | 21 febbraio 2017  | Mount Lemmon Survey                |
| 755476 | 2017 DZ145               | 5 gennaio 2006    | Spacewatch                         |
| 755477 | 2017 EF1                 | 26 gennaio 2009   | Spacewatch                         |
| 755478 | 2017 EU4                 | 26 gennaio 2011   | Mount Lemmon Survey                |
| 755479 | 2017 EJ6                 | 4 febbraio 2017   | Mount Lemmon Survey                |
| 755480 | 2017 EX6                 | 9 febbraio 2008   | Mount Lemmon Survey                |
| 755481 | 2017 EB7                 | 24 febbraio 2006  | Spacewatch                         |
| 755482 | 2017 EO7                 | 2 marzo 2017      | Mount Lemmon Survey                |
| 755483 | 2017 ER7                 | 10 febbraio 2008  | Spacewatch                         |
| 755484 | 2017 EV9                 | 10 gennaio 2008   | Mount Lemmon Survey                |
| 755485 | 2017 EA10                | 1 novembre 2015   | Mount Lemmon Survey                |
| 755486 | 2017 EG11                | 3 luglio 2014     | Pan-STARRS                         |
| 755487 | 2017 EG12                | 5 gennaio 2006    | Mount Lemmon Survey                |
| 755488 | 2017 EN12                | 13 febbraio 2008  | Mount Lemmon Survey                |
| 755489 | 2017 EF14                | 11 novembre 2007  | Mount Lemmon Survey                |
| 755490 | 2017 EB16                | 25 marzo 2006     | Spacewatch                         |
| 755491 | 2017 ES16                | 29 ottobre 2011   | Spacewatch                         |
| 755492 | 2017 EB17                | 19 gennaio 2012   | Mount Lemmon Survey                |
| 755493 | 2017 EA18                | 4 marzo 2017      | Pan-STARRS                         |
| 755494 | 2017 EQ18                | 3 gennaio 2017    | Pan-STARRS                         |
| 755495 | 2017 EV19                | 11 aprile 2013    | Spacewatch                         |
| 755496 | 2017 EE22                | 9 settembre 2015  | Pan-STARRS                         |
| 755497 | 2017 EC24                | 7 settembre 2008  | Mount Lemmon Survey                |
| 755498 | 2017 ET25                | 5 marzo 2017      | Pan-STARRS                         |
| 755499 | 2017 EJ26                | 7 marzo 2017      | Pan-STARRS                         |
| 755500 | 2017 FB                  | 17 novembre 2010  | Mount Lemmon Survey                |

## 755501–755600
| Nome   | Designazione provvisoria | Data di scoperta  | Scopritore                          |
| ------ | ------------------------ | ----------------- | ----------------------------------- |
| 755501 | 2017 FF                  | 3 aprile 2012     | Spacewatch                          |
| 755502 | 2017 FQ1                 | 29 maggio 2009    | SSS                                 |
| 755503 | 2017 FH4                 | 18 febbraio 2013  | Mount Lemmon Survey                 |
| 755504 | 2017 FM4                 | 29 maggio 2011    | Pan-STARRS                          |
| 755505 | 2017 FN5                 | 30 dicembre 2005  | Spacewatch                          |
| 755506 | 2017 FO5                 | 5 aprile 1995     | Spacewatch                          |
| 755507 | 2017 FT6                 | 12 luglio 2013    | Pan-STARRS                          |
| 755508 | 2017 FD7                 | 27 agosto 2005    | NEAT                                |
| 755509 | 2017 FK8                 | 21 ottobre 2006   | LUSS                                |
| 755510 | 2017 FT8                 | 24 ottobre 2011   | Pan-STARRS                          |
| 755511 | 2017 FH9                 | 29 marzo 2012     | Pan-STARRS                          |
| 755512 | 2017 FL9                 | 4 dicembre 2015   | Pan-STARRS                          |
| 755513 | 2017 FS9                 | 11 settembre 2015 | Pan-STARRS                          |
| 755514 | 2017 FX10                | 23 settembre 2014 | Mount Lemmon Survey                 |
| 755515 | 2017 FM11                | 21 ottobre 2006   | Spacewatch                          |
| 755516 | 2017 FU11                | 17 aprile 2012    | Spacewatch                          |
| 755517 | 2017 FT12                | 14 aprile 2013    | Mount Lemmon Survey                 |
| 755518 | 2017 FU12                | 12 febbraio 2011  | Mount Lemmon Survey                 |
| 755519 | 2017 FR13                | 27 ottobre 2005   | Spacewatch                          |
| 755520 | 2017 FE15                | 9 ottobre 2015    | Pan-STARRS                          |
| 755521 | 2017 FV15                | 30 agosto 2005    | Spacewatch                          |
| 755522 | 2017 FQ17                | 11 marzo 2000     | LONEOS                              |
| 755523 | 2017 FF18                | 21 marzo 2012     | Mount Lemmon Survey                 |
| 755524 | 2017 FQ21                | 25 agosto 2005    | A. Boattini                         |
| 755525 | 2017 FK22                | 26 gennaio 2006   | Mount Lemmon Survey                 |
| 755526 | 2017 FZ24                | 22 febbraio 2017  | Pan-STARRS                          |
| 755527 | 2017 FW25                | 31 luglio 2014    | Pan-STARRS                          |
| 755528 | 2017 FM27                | 22 agosto 2014    | Pan-STARRS                          |
| 755529 | 2017 FX27                | 24 marzo 2006     | Spacewatch                          |
| 755530 | 2017 FT28                | 18 marzo 2017     | Mount Lemmon Survey                 |
| 755531 | 2017 FX29                | 2 marzo 2006      | Spacewatch                          |
| 755532 | 2017 FB31                | 1 settembre 2013  | Mount Lemmon Survey                 |
| 755533 | 2017 FG31                | 18 ottobre 2003   | Spacewatch                          |
| 755534 | 2017 FU31                | 30 marzo 2012     | Mount Lemmon Survey                 |
| 755535 | 2017 FS32                | 4 dicembre 2015   | Pan-STARRS                          |
| 755536 | 2017 FU34                | 4 gennaio 2012    | Mount Lemmon Survey                 |
| 755537 | 2017 FF36                | 28 aprile 2012    | Mount Lemmon Survey                 |
| 755538 | 2017 FW36                | 28 marzo 2012     | Mount Lemmon Survey                 |
| 755539 | 2017 FS38                | 20 novembre 2015  | Mount Lemmon Survey                 |
| 755540 | 2017 FH39                | 10 ottobre 2015   | Pan-STARRS                          |
| 755541 | 2017 FF40                | 25 agosto 2014    | Pan-STARRS                          |
| 755542 | 2017 FE43                | 11 aprile 2013    | Mount Lemmon Survey                 |
| 755543 | 2017 FF46                | 17 febbraio 2017  | Pan-STARRS                          |
| 755544 | 2017 FX47                | 28 gennaio 2017   | Pan-STARRS                          |
| 755545 | 2017 FD48                | 25 settembre 2014 | Spacewatch                          |
| 755546 | 2017 FH48                | 21 gennaio 1996   | Spacewatch                          |
| 755547 | 2017 FJ48                | 31 gennaio 2016   | Mount Lemmon Survey                 |
| 755548 | 2017 FA49                | 18 aprile 2006    | Spacewatch                          |
| 755549 | 2017 FH49                | 8 agosto 2013     | Spacewatch                          |
| 755550 | 2017 FY50                | 15 settembre 2013 | Mount Lemmon Survey                 |
| 755551 | 2017 FE52                | 15 aprile 2013    | Pan-STARRS                          |
| 755552 | 2017 FR53                | 17 marzo 2013     | Mount Lemmon Survey                 |
| 755553 | 2017 FQ54                | 20 febbraio 2012  | Pan-STARRS                          |
| 755554 | 2017 FB56                | 26 luglio 2015    | Pan-STARRS                          |
| 755555 | 2017 FE56                | 7 luglio 2014     | Pan-STARRS                          |
| 755556 | 2017 FB57                | 21 aprile 2012    | Pan-STARRS                          |
| 755557 | 2017 FE57                | 24 febbraio 2017  | Pan-STARRS                          |
| 755558 | 2017 FL58                | 2 gennaio 2012    | Mount Lemmon Survey                 |
| 755559 | 2017 FN60                | 19 settembre 2015 | Pan-STARRS                          |
| 755560 | 2017 FU60                | 1 dicembre 2015   | Pan-STARRS                          |
| 755561 | 2017 FC61                | 16 ottobre 2009   | Mount Lemmon Survey                 |
| 755562 | 2017 FW63                | 29 marzo 2012     | Spacewatch                          |
| 755563 | 2017 FX63                | 4 novembre 2010   | Osservatorio astronomico di Maiorca |
| 755564 | 2017 FH65                | 25 aprile 2007    | Mount Lemmon Survey                 |
| 755565 | 2017 FK65                | 20 aprile 2007    | Spacewatch                          |
| 755566 | 2017 FA67                | 3 ottobre 2010    | CSS                                 |
| 755567 | 2017 FF67                | 11 febbraio 2004  | Spacewatch                          |
| 755568 | 2017 FV68                | 14 gennaio 2011   | Spacewatch                          |
| 755569 | 2017 FT69                | 14 agosto 2013    | Pan-STARRS                          |
| 755570 | 2017 FJ72                | 29 gennaio 2017   | Pan-STARRS                          |
| 755571 | 2017 FZ72                | 15 aprile 2013    | Pan-STARRS                          |
| 755572 | 2017 FQ75                | 3 luglio 2014     | Pan-STARRS                          |
| 755573 | 2017 FP76                | 22 marzo 2001     | Spacewatch                          |
| 755574 | 2017 FX76                | 16 marzo 2012     | Pan-STARRS                          |
| 755575 | 2017 FM79                | 7 marzo 2013      | Mount Lemmon Survey                 |
| 755576 | 2017 FS79                | 24 ottobre 2011   | Pan-STARRS                          |
| 755577 | 2017 FP81                | 4 marzo 2017      | Pan-STARRS                          |
| 755578 | 2017 FN82                | 19 marzo 2017     | Mount Lemmon Survey                 |
| 755579 | 2017 FK85                | 31 luglio 2014    | Pan-STARRS                          |
| 755580 | 2017 FS85                | 22 febbraio 2017  | Mount Lemmon Survey                 |
| 755581 | 2017 FH86                | 1 luglio 2013     | Pan-STARRS                          |
| 755582 | 2017 FO93                | 2 luglio 2014     | Pan-STARRS                          |
| 755583 | 2017 FV96                | 22 marzo 2017     | Pan-STARRS                          |
| 755584 | 2017 FV98                | 22 agosto 2014    | Pan-STARRS                          |
| 755585 | 2017 FF100               | 18 settembre 2010 | Mount Lemmon Survey                 |
| 755586 | 2017 FZ102               | 19 agosto 2014    | Pan-STARRS                          |
| 755587 | 2017 FP104               | 24 settembre 2008 | Mount Lemmon Survey                 |
| 755588 | 2017 FU105               | 8 ottobre 2015    | Pan-STARRS                          |
| 755589 | 2017 FY105               | 16 aprile 2004    | Spacewatch                          |
| 755590 | 2017 FH106               | 25 marzo 2017     | Mount Lemmon Survey                 |
| 755591 | 2017 FZ113               | 20 aprile 2012    | Haleakala-Faulkes                   |
| 755592 | 2017 FV114               | 28 settembre 2013 | Mount Lemmon Survey                 |
| 755593 | 2017 FC117               | 26 gennaio 2012   | Pan-STARRS                          |
| 755594 | 2017 FN118               | 21 febbraio 2017  | Pan-STARRS                          |
| 755595 | 2017 FR118               | 1 marzo 2008      | Spacewatch                          |
| 755596 | 2017 FU118               | 28 marzo 2008     | Mount Lemmon Survey                 |
| 755597 | 2017 FU119               | 13 aprile 2013    | Pan-STARRS                          |
| 755598 | 2017 FV120               | 10 agosto 2007    | Spacewatch                          |
| 755599 | 2017 FH122               | 26 gennaio 2011   | Spacewatch                          |
| 755600 | 2017 FS123               | 8 ottobre 2015    | Pan-STARRS                          |

## 755601–755700
| Nome   | Designazione provvisoria | Data di scoperta  | Scopritore                   |
| ------ | ------------------------ | ----------------- | ---------------------------- |
| 755601 | 2017 FQ124               | 4 settembre 2007  | Mount Lemmon Survey          |
| 755602 | 2017 FG126               | 16 gennaio 2016   | Pan-STARRS                   |
| 755603 | 2017 FM126               | 8 novembre 2009   | Mount Lemmon Survey          |
| 755604 | 2017 FY126               | 21 dicembre 2003  | Spacewatch                   |
| 755605 | 2017 FH127               | 23 agosto 2007    | Spacewatch                   |
| 755606 | 2017 FS130               | 25 febbraio 2007  | Mount Lemmon Survey          |
| 755607 | 2017 FV132               | 16 marzo 2017     | Mount Lemmon Survey          |
| 755608 | 2017 FM134               | 30 settembre 2010 | Mount Lemmon Survey          |
| 755609 | 2017 FZ139               | 17 novembre 2009  | Mount Lemmon Survey          |
| 755610 | 2017 FP141               | 7 aprile 2013     | M. Schwartz, P. R. Holvorcem |
| 755611 | 2017 FH143               | 25 febbraio 2011  | Mount Lemmon Survey          |
| 755612 | 2017 FS143               | 19 aprile 2012    | Mount Lemmon Survey          |
| 755613 | 2017 FQ148               | 14 agosto 2013    | Pan-STARRS                   |
| 755614 | 2017 FN154               | 18 aprile 2007    | Spacewatch                   |
| 755615 | 2017 FB156               | 29 settembre 2009 | Mount Lemmon Survey          |
| 755616 | 2017 FN157               | 17 settembre 2009 | Spacewatch                   |
| 755617 | 2017 FP157               | 19 marzo 2017     | Mount Lemmon Survey          |
| 755618 | 2017 FE162               | 20 aprile 2012    | Mount Lemmon Survey          |
| 755619 | 2017 FS163               | 29 marzo 2017     | Pan-STARRS                   |
| 755620 | 2017 FN166               | 4 marzo 2012      | Mount Lemmon Survey          |
| 755621 | 2017 FG174               | 19 marzo 2017     | Mount Lemmon Survey          |
| 755622 | 2017 FS174               | 21 marzo 2017     | Mount Lemmon Survey          |
| 755623 | 2017 FY175               | 18 marzo 2017     | Pan-STARRS                   |
| 755624 | 2017 FU181               | 21 marzo 2017     | Pan-STARRS                   |
| 755625 | 2017 FY188               | 27 marzo 2017     | Pan-STARRS                   |
| 755626 | 2017 FD195               | 13 ottobre 2014   | Mount Lemmon Survey          |
| 755627 | 2017 FU196               | 27 marzo 2017     | Mount Lemmon Survey          |
| 755628 | 2017 GA1                 | 28 gennaio 2017   | Pan-STARRS                   |
| 755629 | 2017 GP1                 | 1 ottobre 2014    | Pan-STARRS                   |
| 755630 | 2017 GF2                 | 6 marzo 2017      | Mount Lemmon Survey          |
| 755631 | 2017 GZ5                 | 31 gennaio 2009   | Spacewatch                   |
| 755632 | 2017 GZ9                 | 1 ottobre 2013    | Spacewatch                   |
| 755633 | 2017 GL12                | 23 luglio 2009    | SSS                          |
| 755634 | 2017 GD16                | 1 aprile 2017     | Pan-STARRS                   |
| 755635 | 2017 GL16                | 1 aprile 2017     | Pan-STARRS                   |
| 755636 | 2017 GW17                | 28 aprile 2004    | Spacewatch                   |
| 755637 | 2017 GY17                | 6 aprile 2017     | Pan-STARRS                   |
| 755638 | 2017 GV20                | 6 aprile 2017     | Mount Lemmon Survey          |
| 755639 | 2017 GP28                | 4 aprile 2017     | Pan-STARRS                   |
| 755640 | 2017 HH6                 | 14 gennaio 2011   | Spacewatch                   |
| 755641 | 2017 HW9                 | 20 luglio 2009    | SSS                          |
| 755642 | 2017 HO10                | 15 maggio 2012    | Pan-STARRS                   |
| 755643 | 2017 HV10                | 9 settembre 2015  | Pan-STARRS                   |
| 755644 | 2017 HM11                | 9 settembre 2015  | Pan-STARRS                   |
| 755645 | 2017 HY11                | 24 marzo 2017     | Pan-STARRS                   |
| 755646 | 2017 HK12                | 14 dicembre 2015  | Mount Lemmon Survey          |
| 755647 | 2017 HT12                | 19 aprile 2006    | Spacewatch                   |
| 755648 | 2017 HU12                | 24 agosto 2007    | Spacewatch                   |
| 755649 | 2017 HV17                | 5 marzo 2017      | Pan-STARRS                   |
| 755650 | 2017 HK18                | 3 febbraio 2016   | Pan-STARRS                   |
| 755651 | 2017 HW22                | 5 marzo 2017      | Pan-STARRS                   |
| 755652 | 2017 HD23                | 9 febbraio 2005   | Mount Lemmon Survey          |
| 755653 | 2017 HT23                | 19 settembre 2014 | Pan-STARRS                   |
| 755654 | 2017 HK25                | 23 settembre 2005 | Spacewatch                   |
| 755655 | 2017 HT30                | 3 ottobre 2014    | Mount Lemmon Survey          |
| 755656 | 2017 HX31                | 26 novembre 2009  | Spacewatch                   |
| 755657 | 2017 HY32                | 25 luglio 2014    | Pan-STARRS                   |
| 755658 | 2017 HB35                | 16 maggio 2013    | Pan-STARRS                   |
| 755659 | 2017 HT40                | 22 marzo 2012     | Mount Lemmon Survey          |
| 755660 | 2017 HZ41                | 24 settembre 2014 | Mount Lemmon Survey          |
| 755661 | 2017 HT45                | 17 novembre 2014  | Mount Lemmon Survey          |
| 755662 | 2017 HN47                | 14 settembre 2005 | Spacewatch                   |
| 755663 | 2017 HB50                | 20 aprile 2006    | Spacewatch                   |
| 755664 | 2017 HB58                | 13 aprile 2012    | Pan-STARRS                   |
| 755665 | 2017 HN61                | 17 ottobre 2010   | Mount Lemmon Survey          |
| 755666 | 2017 HQ61                | 23 marzo 2006     | Mount Lemmon Survey          |
| 755667 | 2017 HS61                | 4 gennaio 2016    | Pan-STARRS                   |
| 755668 | 2017 HX62                | 7 marzo 2016      | Pan-STARRS                   |
| 755669 | 2017 HA63                | 27 aprile 2017    | Pan-STARRS                   |
| 755670 | 2017 HT63                | 27 aprile 2017    | Pan-STARRS                   |
| 755671 | 2017 HB70                | 25 aprile 2017    | Pan-STARRS                   |
| 755672 | 2017 HZ82                | 18 ottobre 2007   | Mount Lemmon Survey          |
| 755673 | 2017 HB88                | 29 settembre 2011 | Mount Lemmon Survey          |
| 755674 | 2017 JD                  | 3 aprile 2012     | Spacewatch                   |
| 755675 | 2017 JC1                 | 2 luglio 2015     | Pan-STARRS                   |
| 755676 | 2017 JS3                 | 15 aprile 2013    | Pan-STARRS                   |
| 755677 | 2017 JY4                 | 25 maggio 2009    | Mount Lemmon Survey          |
| 755678 | 2017 JT5                 | 13 luglio 2013    | Pan-STARRS                   |
| 755679 | 2017 JX8                 | 15 maggio 2017    | Mount Lemmon Survey          |
| 755680 | 2017 KV6                 | 7 marzo 2017      | Pan-STARRS                   |
| 755681 | 2017 KF8                 | 3 novembre 2010   | Mount Lemmon Survey          |
| 755682 | 2017 KS8                 | 24 settembre 2014 | Mount Lemmon Survey          |
| 755683 | 2017 KA10                | 15 gennaio 2015   | Mount Lemmon Survey          |
| 755684 | 2017 KD11                | 4 gennaio 2016    | Pan-STARRS                   |
| 755685 | 2017 KJ11                | 7 gennaio 2016    | Pan-STARRS                   |
| 755686 | 2017 KT13                | 4 aprile 2011     | Mount Lemmon Survey          |
| 755687 | 2017 KK17                | 12 settembre 2009 | Spacewatch                   |
| 755688 | 2017 KF22                | 11 febbraio 2011  | Mount Lemmon Survey          |
| 755689 | 2017 KP24                | 7 marzo 2016      | Pan-STARRS                   |
| 755690 | 2017 KB29                | 15 agosto 2009    | CSS                          |
| 755691 | 2017 KL29                | 13 settembre 2007 | Mount Lemmon Survey          |
| 755692 | 2017 KH36                | 3 febbraio 2016   | Pan-STARRS                   |
| 755693 | 2017 KA39                | 2 aprile 2016     | Pan-STARRS                   |
| 755694 | 2017 KH45                | 6 giugno 2011     | Pan-STARRS                   |
| 755695 | 2017 MW3                 | 19 maggio 2017    | Mount Lemmon Survey          |
| 755696 | 2017 MY7                 | 8 settembre 2015  | PMO NEO                      |
| 755697 | 2017 MX10                | 30 giugno 2017    | Mount Lemmon Survey          |
| 755698 | 2017 MR13                | 7 ottobre 2013    | Mount Lemmon Survey          |
| 755699 | 2017 MK14                | 21 giugno 2017    | Pan-STARRS                   |
| 755700 | 2017 MX15                | 30 giugno 2017    | Mount Lemmon Survey          |

## 755701–755800
| Nome   | Designazione provvisoria | Data di scoperta  | Scopritore                   |
| ------ | ------------------------ | ----------------- | ---------------------------- |
| 755701 | 2017 MA16                | 22 giugno 2017    | Pan-STARRS                   |
| 755702 | 2017 MZ23                | 25 giugno 2017    | Pan-STARRS                   |
| 755703 | 2017 MP24                | 26 giugno 2017    | Pan-STARRS                   |
| 755704 | 2017 MK26                | 21 giugno 2017    | Pan-STARRS                   |
| 755705 | 2017 MD27                | 21 giugno 2017    | Pan-STARRS                   |
| 755706 | 2017 MB28                | 25 giugno 2017    | Pan-STARRS                   |
| 755707 | 2017 MV32                | 20 gennaio 2015   | Pan-STARRS                   |
| 755708 | 2017 MJ38                | 28 gennaio 2015   | Pan-STARRS                   |
| 755709 | 2017 NP                  | 14 aprile 2010    | Spacewatch                   |
| 755710 | 2017 NK3                 | 29 giugno 2017    | Mount Lemmon Survey          |
| 755711 | 2017 NR4                 | 17 giugno 2007    | Spacewatch                   |
| 755712 | 2017 NQ9                 | 5 luglio 2017     | Pan-STARRS                   |
| 755713 | 2017 NY12                | 15 luglio 2017    | Pan-STARRS                   |
| 755714 | 2017 NV13                | 15 luglio 2017    | Pan-STARRS                   |
| 755715 | 2017 NR18                | 15 luglio 2017    | Pan-STARRS                   |
| 755716 | 2017 OS                  | 1 aprile 2016     | Pan-STARRS                   |
| 755717 | 2017 OY                  | 3 settembre 2007  | CSS                          |
| 755718 | 2017 OQ3                 | 12 settembre 2007 | Spacewatch                   |
| 755719 | 2017 OL4                 | 21 giugno 2017    | Pan-STARRS                   |
| 755720 | 2017 OC8                 | 29 gennaio 2012   | Spacewatch                   |
| 755721 | 2017 OO10                | 29 ottobre 2014   | Pan-STARRS                   |
| 755722 | 2017 OK12                | 8 ottobre 2010    | Spacewatch                   |
| 755723 | 2017 OM13                | 9 gennaio 2016    | Pan-STARRS                   |
| 755724 | 2017 OH19                | 29 dicembre 2003  | LINEAR                       |
| 755725 | 2017 OP26                | 26 luglio 2017    | Pan-STARRS                   |
| 755726 | 2017 OV38                | 17 settembre 2010 | Mount Lemmon Survey          |
| 755727 | 2017 OE41                | 25 ottobre 2011   | Pan-STARRS                   |
| 755728 | 2017 OM48                | 15 settembre 2010 | Spacewatch                   |
| 755729 | 2017 OK50                | 23 settembre 2008 | Mount Lemmon Survey          |
| 755730 | 2017 OV50                | 27 novembre 2014  | Pan-STARRS                   |
| 755731 | 2017 OE51                | 18 aprile 2015    | CTIO-DECam                   |
| 755732 | 2017 OY53                | 16 settembre 2006 | CSS                          |
| 755733 | 2017 OA61                | 5 giugno 2016     | Pan-STARRS                   |
| 755734 | 2017 OG62                | 19 settembre 2003 | Spacewatch                   |
| 755735 | 2017 OC63                | 1 giugno 2013     | M. Schwartz, P. R. Holvorcem |
| 755736 | 2017 OH65                | 30 luglio 2017    | Pan-STARRS                   |
| 755737 | 2017 OW65                | 30 luglio 2017    | Pan-STARRS                   |
| 755738 | 2017 OC66                | 30 luglio 2017    | Pan-STARRS                   |
| 755739 | 2017 OK67                | 14 marzo 2016     | Mount Lemmon Survey          |
| 755740 | 2017 OM84                | 30 luglio 2017    | Pan-STARRS                   |
| 755741 | 2017 OL85                | 23 ottobre 2012   | Mount Lemmon Survey          |
| 755742 | 2017 ON89                | 29 aprile 2016    | Mount Lemmon Survey          |
| 755743 | 2017 OL91                | 30 luglio 2017    | Pan-STARRS                   |
| 755744 | 2017 OW91                | 30 luglio 2017    | Pan-STARRS                   |
| 755745 | 2017 OZ91                | 25 luglio 2017    | Pan-STARRS                   |
| 755746 | 2017 OH92                | 1 aprile 2016     | Pan-STARRS                   |
| 755747 | 2017 OZ92                | 30 luglio 2017    | Pan-STARRS                   |
| 755748 | 2017 OT111               | 30 luglio 2017    | Pan-STARRS                   |
| 755749 | 2017 OO119               | 25 luglio 2017    | Pan-STARRS                   |
| 755750 | 2017 PV20                | 18 settembre 2003 | Spacewatch                   |
| 755751 | 2017 PT24                | 10 giugno 2013    | Mount Lemmon Survey          |
| 755752 | 2017 PH25                | 15 agosto 2006    | SSS                          |
| 755753 | 2017 PK27                | 13 agosto 2017    | Pan-STARRS                   |
| 755754 | 2017 PH38                | 15 settembre 2007 | Spacewatch                   |
| 755755 | 2017 PU38                | 4 dicembre 2007   | Mount Lemmon Survey          |
| 755756 | 2017 PN40                | 15 agosto 2017    | Pan-STARRS                   |
| 755757 | 2017 PU40                | 30 aprile 2011    | Mount Lemmon Survey          |
| 755758 | 2017 PG52                | 15 agosto 2017    | Pan-STARRS                   |
| 755759 | 2017 PR53                | 1 agosto 2017     | Pan-STARRS                   |
| 755760 | 2017 PN54                | 3 agosto 2017     | Pan-STARRS                   |
| 755761 | 2017 PX54                | 3 agosto 2017     | Pan-STARRS                   |
| 755762 | 2017 PP55                | 6 agosto 2017     | Pan-STARRS                   |
| 755763 | 2017 PZ55                | 1 agosto 2017     | Pan-STARRS                   |
| 755764 | 2017 PU63                | 15 agosto 2017    | Pan-STARRS                   |
| 755765 | 2017 QX4                 | 28 ottobre 2014   | Spacewatch                   |
| 755766 | 2017 QA5                 | 12 settembre 2007 | Mount Lemmon Survey          |
| 755767 | 2017 QU5                 | 30 settembre 2011 | Spacewatch                   |
| 755768 | 2017 QJ12                | 27 ottobre 2011   | Mount Lemmon Survey          |
| 755769 | 2017 QU13                | 6 settembre 2008  | Mount Lemmon Survey          |
| 755770 | 2017 QG20                | 16 settembre 2012 | Mount Lemmon Survey          |
| 755771 | 2017 QY33                | 31 agosto 2014    | Pan-STARRS                   |
| 755772 | 2017 QV36                | 17 ottobre 2012   | Mount Lemmon Survey          |
| 755773 | 2017 QD37                | 26 agosto 2012    | CSS                          |
| 755774 | 2017 QP37                | 19 settembre 2014 | Pan-STARRS                   |
| 755775 | 2017 QB40                | 21 agosto 2006    | Spacewatch                   |
| 755776 | 2017 QG52                | 23 gennaio 2015   | Pan-STARRS                   |
| 755777 | 2017 QP52                | 3 marzo 2016      | Pan-STARRS                   |
| 755778 | 2017 QD55                | 14 giugno 2010    | Mount Lemmon Survey          |
| 755779 | 2017 QU57                | 20 agosto 2017    | Pan-STARRS                   |
| 755780 | 2017 QQ58                | 20 agosto 2017    | Pan-STARRS                   |
| 755781 | 2017 QH59                | 20 agosto 2017    | Pan-STARRS                   |
| 755782 | 2017 QM59                | 29 dicembre 2013  | Pan-STARRS                   |
| 755783 | 2017 QQ59                | 26 ottobre 2013   | CSS                          |
| 755784 | 2017 QE61                | 7 luglio 2010     | Spacewatch                   |
| 755785 | 2017 QL67                | 17 settembre 2013 | Mount Lemmon Survey          |
| 755786 | 2017 QG69                | 1 maggio 2016     | CTIO-DECam                   |
| 755787 | 2017 QR75                | 31 agosto 2017    | Pan-STARRS                   |
| 755788 | 2017 QK84                | 18 agosto 2017    | Pan-STARRS                   |
| 755789 | 2017 QT92                | 16 agosto 2017    | Pan-STARRS                   |
| 755790 | 2017 QW92                | 24 agosto 2017    | Pan-STARRS                   |
| 755791 | 2017 QZ92                | 18 agosto 2017    | Pan-STARRS                   |
| 755792 | 2017 QP98                | 14 febbraio 2015  | Mount Lemmon Survey          |
| 755793 | 2017 QK99                | 10 febbraio 2016  | Pan-STARRS                   |
| 755794 | 2017 QM107               | 7 maggio 2016     | Pan-STARRS                   |
| 755795 | 2017 QK118               | 30 agosto 2017    | Mount Lemmon Survey          |
| 755796 | 2017 QU132               | 23 agosto 2017    | Pan-STARRS                   |
| 755797 | 2017 QF135               | 24 agosto 2017    | Pan-STARRS                   |
| 755798 | 2017 RZ                  | 11 dicembre 2012  | Mount Lemmon Survey          |
| 755799 | 2017 RN4                 | 24 marzo 2012     | Mount Lemmon Survey          |
| 755800 | 2017 RT7                 | 1 luglio 2013     | Pan-STARRS                   |

## 755801–755900
| Nome   | Designazione provvisoria | Data di scoperta  | Scopritore                          |
| ------ | ------------------------ | ----------------- | ----------------------------------- |
| 755801 | 2017 RW8                 | 19 ottobre 2012   | Mount Lemmon Survey                 |
| 755802 | 2017 RE14                | 8 dicembre 2015   | Pan-STARRS                          |
| 755803 | 2017 RF19                | 28 luglio 2011    | Pan-STARRS                          |
| 755804 | 2017 RC20                | 27 aprile 2011    | Mount Lemmon Survey                 |
| 755805 | 2017 RC23                | 10 ottobre 2012   | Pan-STARRS                          |
| 755806 | 2017 RH29                | 2 settembre 2007  | K. Sárneczky, L. Kiss               |
| 755807 | 2017 RL29                | 1 agosto 2017     | Pan-STARRS                          |
| 755808 | 2017 RS31                | 12 giugno 2013    | Pan-STARRS                          |
| 755809 | 2017 RG34                | 19 novembre 2006  | Spacewatch                          |
| 755810 | 2017 RT35                | 30 agosto 2003    | Spacewatch                          |
| 755811 | 2017 RT36                | 1 agosto 2017     | Pan-STARRS                          |
| 755812 | 2017 RK40                | 3 maggio 2016     | Mount Lemmon Survey                 |
| 755813 | 2017 RA44                | 3 dicembre 2007   | Spacewatch                          |
| 755814 | 2017 RH44                | 29 settembre 2009 | Mount Lemmon Survey                 |
| 755815 | 2017 RT50                | 1 settembre 2013  | Mount Lemmon Survey                 |
| 755816 | 2017 RC54                | 19 aprile 2015    | CTIO-DECam                          |
| 755817 | 2017 RO54                | 21 marzo 2009     | Mount Lemmon Survey                 |
| 755818 | 2017 RC58                | 26 agosto 2003    | Cerro Tololo Obs.                   |
| 755819 | 2017 RG59                | 25 settembre 2012 | Spacewatch                          |
| 755820 | 2017 RW62                | 19 agosto 2006    | Spacewatch                          |
| 755821 | 2017 RE79                | 6 settembre 2013  | Mount Lemmon Survey                 |
| 755822 | 2017 RH80                | 18 settembre 2003 | Spacewatch                          |
| 755823 | 2017 RR80                | 27 settembre 2002 | NEAT                                |
| 755824 | 2017 RD84                | 19 marzo 2009     | Mount Lemmon Survey                 |
| 755825 | 2017 RM84                | 30 luglio 2017    | Pan-STARRS                          |
| 755826 | 2017 RO84                | 10 ottobre 2010   | Mount Lemmon Survey                 |
| 755827 | 2017 RC87                | 25 ottobre 2000   | LINEAR                              |
| 755828 | 2017 RE88                | 21 ottobre 2003   | Spacewatch                          |
| 755829 | 2017 RF88                | 17 ottobre 2010   | Mount Lemmon Survey                 |
| 755830 | 2017 RO91                | 30 luglio 2017    | Pan-STARRS                          |
| 755831 | 2017 RM92                | 26 ottobre 2005   | Spacewatch                          |
| 755832 | 2017 RE96                | 27 gennaio 2012   | Spacewatch                          |
| 755833 | 2017 RD102               | 2 settembre 2010  | Mount Lemmon Survey                 |
| 755834 | 2017 RK108               | 10 ottobre 2012   | Pan-STARRS                          |
| 755835 | 2017 RU120               | 18 aprile 2015    | CTIO-DECam                          |
| 755836 | 2017 RO142               | 18 aprile 2015    | CTIO-DECam                          |
| 755837 | 2017 SW                  | 17 novembre 2014  | Pan-STARRS                          |
| 755838 | 2017 SK3                 | 31 agosto 2017    | Pan-STARRS                          |
| 755839 | 2017 SS9                 | 17 gennaio 2015   | Mount Lemmon Survey                 |
| 755840 | 2017 SW9                 | 4 settembre 2003  | Spacewatch                          |
| 755841 | 2017 SY9                 | 15 ottobre 2007   | Spacewatch                          |
| 755842 | 2017 SE10                | 8 ottobre 2012    | Pan-STARRS                          |
| 755843 | 2017 SV18                | 24 agosto 2006    | LINEAR                              |
| 755844 | 2017 SX22                | 25 settembre 2000 | LINEAR                              |
| 755845 | 2017 SD25                | 17 gennaio 2016   | Pan-STARRS                          |
| 755846 | 2017 SY31                | 25 aprile 2006    | Spacewatch                          |
| 755847 | 2017 SH32                | 13 settembre 2007 | Mount Lemmon Survey                 |
| 755848 | 2017 SB34                | 15 agosto 2010    | Osservatorio astronomico di Maiorca |
| 755849 | 2017 SH35                | 21 agosto 2006    | Spacewatch                          |
| 755850 | 2017 SG36                | 30 luglio 2017    | Pan-STARRS                          |
| 755851 | 2017 SP40                | 14 gennaio 2011   | Mount Lemmon Survey                 |
| 755852 | 2017 SQ40                | 29 agosto 2000    | Osservatorio di La Silla            |
| 755853 | 2017 SN45                | 13 marzo 2013     | Pan-STARRS                          |
| 755854 | 2017 SD46                | 18 gennaio 2016   | Pan-STARRS                          |
| 755855 | 2017 SJ46                | 23 settembre 2008 | Mount Lemmon Survey                 |
| 755856 | 2017 SR50                | 13 agosto 2012    | Spacewatch                          |
| 755857 | 2017 SN51                | 24 agosto 2017    | Pan-STARRS                          |
| 755858 | 2017 SS54                | 8 febbraio 2008   | Spacewatch                          |
| 755859 | 2017 SK60                | 31 agosto 2017    | Pan-STARRS                          |
| 755860 | 2017 SK68                | 9 ottobre 2010    | Mount Lemmon Survey                 |
| 755861 | 2017 SN71                | 19 aprile 2006    | Spacewatch                          |
| 755862 | 2017 SR73                | 8 febbraio 2008   | Spacewatch                          |
| 755863 | 2017 SC75                | 16 agosto 2017    | Pan-STARRS                          |
| 755864 | 2017 SV75                | 20 novembre 2014  | Mount Lemmon Survey                 |
| 755865 | 2017 SA76                | 8 ottobre 2008    | Mount Lemmon Survey                 |
| 755866 | 2017 SJ76                | 8 ottobre 2012    | Mount Lemmon Survey                 |
| 755867 | 2017 SL79                | 28 gennaio 2011   | Mount Lemmon Survey                 |
| 755868 | 2017 SP82                | 17 settembre 2017 | Pan-STARRS                          |
| 755869 | 2017 SF85                | 29 dicembre 2014  | Pan-STARRS                          |
| 755870 | 2017 ST86                | 15 settembre 2007 | Spacewatch                          |
| 755871 | 2017 SN89                | 2 ottobre 2003    | Spacewatch                          |
| 755872 | 2017 SZ89                | 20 agosto 2017    | Pan-STARRS                          |
| 755873 | 2017 SE90                | 24 agosto 2017    | Pan-STARRS                          |
| 755874 | 2017 ST91                | 27 febbraio 2015  | Pan-STARRS                          |
| 755875 | 2017 SH92                | 12 agosto 2013    | Spacewatch                          |
| 755876 | 2017 SD100               | 9 ottobre 2010    | Mount Lemmon Survey                 |
| 755877 | 2017 SQ103               | 26 agosto 2012    | Pan-STARRS                          |
| 755878 | 2017 SD104               | 7 gennaio 2006    | Spacewatch                          |
| 755879 | 2017 SB107               | 30 luglio 2017    | Pan-STARRS                          |
| 755880 | 2017 SP111               | 6 ottobre 2012    | Pan-STARRS                          |
| 755881 | 2017 SV113               | 8 agosto 2016     | Pan-STARRS                          |
| 755882 | 2017 SF115               | 19 settembre 2006 | LONEOS                              |
| 755883 | 2017 SC125               | 1 luglio 2013     | Pan-STARRS                          |
| 755884 | 2017 SE126               | 26 settembre 2017 | Pan-STARRS                          |
| 755885 | 2017 SZ128               | 26 settembre 2006 | Spacewatch                          |
| 755886 | 2017 SK131               | 18 aprile 2015    | CTIO-DECam                          |
| 755887 | 2017 SL139               | 19 settembre 2017 | Pan-STARRS                          |
| 755888 | 2017 SP150               | 18 settembre 2017 | Pan-STARRS                          |
| 755889 | 2017 SR150               | 23 settembre 2017 | Pan-STARRS                          |
| 755890 | 2017 SO190               | 23 ottobre 2012   | Mount Lemmon Survey                 |
| 755891 | 2017 SA195               | 22 settembre 2017 | Pan-STARRS                          |
| 755892 | 2017 SS198               | 24 settembre 2017 | Mount Lemmon Survey                 |
| 755893 | 2017 SQ200               | 19 settembre 2017 | Pan-STARRS                          |
| 755894 | 2017 SU203               | 23 settembre 2017 | Pan-STARRS                          |
| 755895 | 2017 SO204               | 30 settembre 2017 | Pan-STARRS                          |
| 755896 | 2017 SX205               | 18 maggio 2015    | Pan-STARRS                          |
| 755897 | 2017 SE218               | 24 settembre 2017 | Mount Lemmon Survey                 |
| 755898 | 2017 SN224               | 22 settembre 2017 | Pan-STARRS                          |
| 755899 | 2017 SE226               | 18 aprile 2015    | CTIO-DECam                          |
| 755900 | 2017 SM258               | 26 settembre 2017 | Pan-STARRS                          |

## 755901–756000
| Nome   | Designazione provvisoria | Data di scoperta  | Scopritore          |
| ------ | ------------------------ | ----------------- | ------------------- |
| 755901 | 2017 TM3                 | 12 novembre 2010  | Mount Lemmon Survey |
| 755902 | 2017 TV4                 | 12 ottobre 2017   | ATLAS               |
| 755903 | 2017 TZ6                 | 19 agosto 2006    | Spacewatch          |
| 755904 | 2017 TG7                 | 14 giugno 2010    | Mount Lemmon Survey |
| 755905 | 2017 TV7                 | 16 settembre 2010 | LINEAR              |
| 755906 | 2017 TX8                 | 4 dicembre 2007   | CSS                 |
| 755907 | 2017 TS11                | 9 settembre 2013  | Pan-STARRS          |
| 755908 | 2017 TX11                | 17 gennaio 2015   | Pan-STARRS          |
| 755909 | 2017 TA13                | 29 marzo 2012     | Pan-STARRS          |
| 755910 | 2017 TL19                | 19 settembre 2017 | Pan-STARRS          |
| 755911 | 2017 TN20                | 1 ottobre 2017    | Pan-STARRS          |
| 755912 | 2017 TB25                | 13 ottobre 2017   | Mount Lemmon Survey |
| 755913 | 2017 TW26                | 15 ottobre 2017   | Mount Lemmon Survey |
| 755914 | 2017 TM27                | 15 ottobre 2017   | Mount Lemmon Survey |
| 755915 | 2017 TO27                | 13 ottobre 2017   | Mount Lemmon Survey |
| 755916 | 2017 TK29                | 16 settembre 2017 | Pan-STARRS          |
| 755917 | 2017 TR29                | 31 agosto 2017    | Pan-STARRS          |
| 755918 | 2017 TJ31                | 12 ottobre 2017   | Mount Lemmon Survey |
| 755919 | 2017 UY5                 | 23 ottobre 2017   | Mount Lemmon Survey |
| 755920 | 2017 UJ14                | 30 ottobre 2007   | Spacewatch          |
| 755921 | 2017 US14                | 6 novembre 2010   | Mount Lemmon Survey |
| 755922 | 2017 UU14                | 15 agosto 2006    | LUSS                |
| 755923 | 2017 UM17                | 5 settembre 2010  | Mount Lemmon Survey |
| 755924 | 2017 UT18                | 6 settembre 2008  | Mount Lemmon Survey |
| 755925 | 2017 UW18                | 11 settembre 2010 | Spacewatch          |
| 755926 | 2017 UF21                | 20 ottobre 2003   | Spacewatch          |
| 755927 | 2017 UK21                | 18 gennaio 2008   | Mount Lemmon Survey |
| 755928 | 2017 UF24                | 29 settembre 2010 | Mount Lemmon Survey |
| 755929 | 2017 UR24                | 29 ottobre 2003   | Spacewatch          |
| 755930 | 2017 US29                | 26 marzo 2006     | Mount Lemmon Survey |
| 755931 | 2017 UT31                | 7 aprile 2013     | Mount Lemmon Survey |
| 755932 | 2017 UL33                | 12 aprile 2016    | Pan-STARRS          |
| 755933 | 2017 UR34                | 16 ottobre 2017   | Mount Lemmon Survey |
| 755934 | 2017 US36                | 5 settembre 2010  | Mount Lemmon Survey |
| 755935 | 2017 UA38                | 9 settembre 2007  | Spacewatch          |
| 755936 | 2017 UH42                | 17 gennaio 2015   | Pan-STARRS          |
| 755937 | 2017 UO83                | 30 ottobre 2017   | Pan-STARRS          |
| 755938 | 2017 UJ94                | 27 ottobre 2017   | Mount Lemmon Survey |
| 755939 | 2017 UR96                | 30 ottobre 2017   | Pan-STARRS          |
| 755940 | 2017 UU96                | 30 ottobre 2017   | Pan-STARRS          |
| 755941 | 2017 UM102               | 28 ottobre 2017   | Pan-STARRS          |
| 755942 | 2017 UX102               | 18 aprile 2015    | CTIO-DECam          |
| 755943 | 2017 UY120               | 6 marzo 2016      | Pan-STARRS          |
| 755944 | 2017 UK122               | 28 ottobre 2017   | Pan-STARRS          |
| 755945 | 2017 UH123               | 17 gennaio 2015   | Pan-STARRS          |
| 755946 | 2017 VG                  | 3 ottobre 2013    | CSS                 |
| 755947 | 2017 VE4                 | 30 ottobre 2010   | Mount Lemmon Survey |
| 755948 | 2017 VS5                 | 16 luglio 2010    | WISE                |
| 755949 | 2017 VL6                 | 23 gennaio 2015   | Pan-STARRS          |
| 755950 | 2017 VO10                | 23 febbraio 2011  | Spacewatch          |
| 755951 | 2017 VW12                | 30 gennaio 2015   | Pan-STARRS          |
| 755952 | 2017 VS17                | 9 luglio 2016     | Pan-STARRS          |
| 755953 | 2017 VU17                | 10 novembre 2010  | Mount Lemmon Survey |
| 755954 | 2017 VB26                | 21 maggio 2015    | CTIO-DECam          |
| 755955 | 2017 VF33                | 21 novembre 2003  | Kitt Peak Obs.      |
| 755956 | 2017 VK42                | 13 novembre 2017  | Pan-STARRS          |
| 755957 | 2017 WV3                 | 20 ottobre 2007   | Mount Lemmon Survey |
| 755958 | 2017 WZ3                 | 1 settembre 2013  | Mount Lemmon Survey |
| 755959 | 2017 WR5                 | 29 dicembre 2013  | Pan-STARRS          |
| 755960 | 2017 WS6                 | 5 dicembre 2007   | Spacewatch          |
| 755961 | 2017 WG9                 | 13 gennaio 2005   | CSS                 |
| 755962 | 2017 WN10                | 17 novembre 2014  | Pan-STARRS          |
| 755963 | 2017 WH14                | 22 novembre 2017  | Pan-STARRS          |
| 755964 | 2017 WO17                | 12 gennaio 2014   | Mount Lemmon Survey |
| 755965 | 2017 WP20                | 14 novembre 2007  | Spacewatch          |
| 755966 | 2017 WJ22                | 21 gennaio 2015   | Pan-STARRS          |
| 755967 | 2017 WP22                | 17 novembre 2006  | Mount Lemmon Survey |
| 755968 | 2017 WT22                | 16 novembre 2017  | Mount Lemmon Survey |
| 755969 | 2017 WH25                | 17 agosto 2012    | ESA OGS             |
| 755970 | 2017 WZ25                | 28 gennaio 2014   | L. Elenin           |
| 755971 | 2017 WO27                | 20 ottobre 2017   | Mount Lemmon Survey |
| 755972 | 2017 WL30                | 20 novembre 2017  | Pan-STARRS          |
| 755973 | 2017 WN43                | 26 novembre 2017  | Mount Lemmon Survey |
| 755974 | 2017 WK44                | 16 novembre 2017  | Mount Lemmon Survey |
| 755975 | 2017 WM45                | 20 maggio 2015    | CTIO-DECam          |
| 755976 | 2017 WM48                | 23 novembre 2017  | Mount Lemmon Survey |
| 755977 | 2017 WP49                | 21 novembre 2017  | Mount Lemmon Survey |
| 755978 | 2017 XK                  | 25 marzo 2011     | Spacewatch          |
| 755979 | 2017 XQ                  | 3 gennaio 2013    | Pan-STARRS          |
| 755980 | 2017 XL13                | 21 gennaio 2015   | Pan-STARRS          |
| 755981 | 2017 XM17                | 25 settembre 2012 | Mount Lemmon Survey |
| 755982 | 2017 XH18                | 9 agosto 2013     | Pan-STARRS          |
| 755983 | 2017 XK18                | 17 ottobre 2010   | Mount Lemmon Survey |
| 755984 | 2017 XJ23                | 22 dicembre 2003  | Spacewatch          |
| 755985 | 2017 XR23                | 19 marzo 2009     | Spacewatch          |
| 755986 | 2017 XE24                | 23 settembre 2011 | Spacewatch          |
| 755987 | 2017 XQ25                | 16 ottobre 2017   | K. Sárneczky        |
| 755988 | 2017 XP29                | 6 luglio 2016     | Pan-STARRS          |
| 755989 | 2017 XP30                | 30 settembre 2003 | Spacewatch          |
| 755990 | 2017 XX39                | 4 luglio 2016     | Pan-STARRS          |
| 755991 | 2017 XV41                | 18 dicembre 2009  | Spacewatch          |
| 755992 | 2017 XY54                | 25 aprile 2015    | Pan-STARRS          |
| 755993 | 2017 XS57                | 15 agosto 2013    | Pan-STARRS          |
| 755994 | 2017 XC58                | 3 agosto 2017     | Pan-STARRS          |
| 755995 | 2017 XY59                | 1 aprile 2011     | Mount Lemmon Survey |
| 755996 | 2017 XD63                | 20 ottobre 2003   | Spacewatch          |
| 755997 | 2017 XT63                | 13 dicembre 2017  | Mount Lemmon Survey |
| 755998 | 2017 XO66                | 20 febbraio 2015  | Pan-STARRS          |
| 755999 | 2017 XW72                | 14 dicembre 2017  | Mount Lemmon Survey |
| 756000 | 2017 XF73                | 14 dicembre 2017  | Mount Lemmon Survey |